# Bidhya Devi Bhandari
Bidhya Devi Bhandari (en nepalí: विद्या देवी भण्डारी: विद्या देवी भण्डारी; 19 de junio de 1961) es una política nepalí, que ejerció como presidenta de Nepal de 2015 a 2023. Fue la primera mujer en ocupar el cargo. Fue vicepresidenta del Partido Comunista de Nepal. Fue elegida en una votación parlamentaria, obteniendo 327 votos de 549 y venciendo a Kul Bahadur Gurung. Ella anteriormente fue Ministra de Defensa del gobierno de Nepal y fue la primera mujer en el país en ocupar el cargo.

## Primeros años
Bhandari nació el 19 de junio de 1961 en Mane Bhanjyang, en Bhojpur. Nació de Ram Bahadur Pandey y Mithila Pandey. Una política estudiantil en una edad temprana. 
Bhandari fue elegida dos veces en las elecciones parlamentarias en 1994 y 1999, venciendo al Primer ministro Krishna Prasad Bhattarai y a Damanath Dhungana, respectivamente. Aun así, ella perdió durante el sondeo de la Asamblea Constituyente de 2008. Aguante el correo de Ministro de Defensa en el gabinete del Primer ministro Madhav Kumar Nepal. El partido le eligió debajo el sistema electoral proporcional en la segunda Asamblea de Elector elecciones en 2013.

## Carrera política
Bhandari entró en actividades políticas a una edad temprana. Según los detalles proporcionados por el CPN-UML, Bhandari participó en política entrando en la Liga de Juventud de CPN (ML) en 1978, de Bhojpur. Realiza una función como enlace para el Comité de Zona Oriental de ANNFSU de 1979 a 1987. Su trayectoria política, aun así, empezó cuando se afilia al CPN (ML) en 1980. Después de completar su estudio de nivel escolar, Bhandari estuvo matriculada en Mahendra Morang Adrsha Campus Múltiple donde fue elegida como Tesorera para la Unión Federal de Estudiantes (FSU). También,  juega un papel principal como presidenta del ala de las mujeres de GEFONT de 1993 antes de ser elegida como miembro del Comité Central en 1997. Su influencia en el partido quedó remarcada cuando fue elegida vicepresidenta del partido en su octava convención general celebrada en Butwal. Bhandari retuvo su vicepresidencia en la convención general del partido y fue señalada por uno de los dirigentes del partido y Primer ministro, Khadga Prasad Sharma Oli.

## Vida personal
Bhandari estuvo casada con Madan Bhandari, un dirigente comunista nepalés popular, quién murió en un accidente automovilístico cerca de Dasdhunga en el distrito nepalés de Chitwan en 1993. Se ha alegado que el accidente ha sido un asesinato, pero actualmente sigue sin resolverse.